# Георги Джевизов
Георги Джевизов е български политик.

## Биография
Роден е в град Пловдив, където учи първоначално. Впоследствие учи и в Цариград. През 1890 г. заедно с други съмишленици основава винарско дружество „Извор“. През 1895 г. участва в основаването на Търговско-индустриалната камара в Пловдив. Между 6 февруари и 27 март 1902 г. е председател на тричленната комисия, която управлява Пловдив. На 27 март 1902 г. официално е обявен за кмет на Пловдив, на който пост остава до 7 октомври 1903 г. През 1912 г. отново е назначен за кмет, но само след 20 дни подава оставка, заради издадена без разрешение от Общинския съвет заповед за увеличаване на цената на хляба.